# Tipula (Pterelachisus) cinereocincta mesacantha
Tipula (Pterelachisus) cinereocincta mesacantha is een ondersoort van de tweevleugelige Tipula (Pterelachisus) cinereocincta uit de familie langpootmuggen (Tipulidae). De ondersoort komt voor in het Palearctisch gebied.